# Jean Blavier
Pour les articles homonymes, voir Blavier.
Jean Blavier, né le 29 juin 1764 à Reims (Marne) et mort au Mans, le 17 novembre 1828, est un minéralogiste français des XVIIIe et XIXe siècles.

## Biographie
Après avoir été élève à l'école de Sage dès sa création, en 1784, il achève son éducation, suivant l'usage, à Poullaouen et Huelgoat. 
En 1791, il prend part en tant que minéralogiste à l'expédition commandée par le contre-amiral d'Entrecasteaux envoyée à la recherche de Lapérouse par l'Assemblée constituante et par le Roi Louis XIV. Naviguant à bord de la frégate L'Espérance, on dut le débarquer, en 1792, au cap de Bonne-Espérance, pour raison de santé.
Placé dans le Corps des Mines comme ingénieur à sa réorganisation de 1794, il est chargé d'administrer les mines d'Anzin pendant quatre mois en 1795, de diriger les mines d'Eeheveiller (Boër) en 1806, d'administrer les mines de l'île d'Elbe de mai 1806 à mai 1809. 
Mis à la retraite en 1828, il décède au Mans, le 17 novembre 1828.

## Mariage et descendance
Jean Blavier épouse Marguerite Lamerit dont il aura Aimé Philidor Blavier (1797-1822), diplômé de l'X en 1816 et de l'École des mines en 1821.
Il épouse en secondes noces Adélaïde Ternisien, le 7 mars 1798. De cette union nait Édouard Blavier (1802-1887), Inspecteur Général des Mines. X 1819, diplômé de l'École des mines en 1818, officier de la Légion d'honneur. Il est le père d'Aimé Blavier (1827-1896), également officier de la Légion d'honneur.

## Travaux
Il est l'auteur d'un des premiers Traités sur le droit des mines. Sa Jurisprudence générale des mines en Allemagne (3 volumes in-8o, 1825) a ses deux premiers volumes formés par la traduction, accompagnée de notes, du Traité de Cancrin, ouvrage alors célèbre en Allemagne ; le tome III est un recueil des textes français sur les mines. 
- Tarif général de toutes les contributions tant directes qu'indirectes, décrétées par l'Assemblée nationale en 1790 et 1791 sur Google Livres, avec M. Goguillot, 1791
- Nouveau Barême ou nouveaux comptes faits sur Google Livres, 1798
- Barême des messures de pesanteur sur Google Livres, 1800

## Sources et bibliographie
1. ↑  « Cote LH/256/31 », base Léonore, ministère français de la Culture
2. ↑  « Cote LH/256/29 », base Léonore, ministère français de la Culture

- Livre du centenaire (École Polytechnique), 1897, Gauthier-Villars et fils, Tome III